# Реза Абаси
Реза Абаси (перс. رضا عباسی i; 1565 — 1635) је водећи персијски минијатуриста, сликар и калиграф из чувене Исфаханске школе, у позној сафавидској ери под Шахом Абасом I. Реза Абаси се сматра оснивачем сафавидске, односно исфаханске школе сликања, једним од најистакнутијих персијских уметника свих времена и највећим мајстором минијатуре који је посебно познат по својим албумима (муракка) и појединачним фигурама лепих младића. Обучавао се у радионици свог оца у Казвину, Али Асгара, минијатуристе принца Ибрахима Мирзе и као млад је примљен у радионицу Шаха Абаса. За разлику од већине персијских уметника тог доба, потписивао је своје слике.

## Живот
Реза је вероватно рођен у Кашану, будући да једна од верзија његовог имена гласи Ага Реза Кашани. Понегде се наводи да је рођен у Машхаду, где је забележено да је његов отац, Али Асгар, минијатуриста, радио у атељеу принца Ибрахима Мирзе, гувернера тог града. Након Ибрахимове смрти, Али Асгар се придружио радионици Шаха Исмаила II у главном граду Казвину. Реза је вероватно добио обуку од свог оца и у раној доби се придружио радионици Шаха Абаса I. До тада је већ био смањен број дворских наруџби за израду илустрованих књига и замењен је албумима са минијатурама у смислу запошљавања уметника краљевске радионице.
Када је напунио 38 година, добио је титулу Abbasi од свог послодавца, али убрзо напушта шахову службу, тражећи већу слободу, мешајући се са обичним људима. Године 1610, враћа се на двор и наставља да ради за шаха до своје смрти.

## Уметност
Његова специјалност била је персијска минијатура са склоношћу ка натуралистичким темама које су често приказиване у феминизираном и импресионистичком маниру који је постао популаран на касном сафавидском двору. Био је познат по изради појединачних листова минијатуре за албуме или муракке намењене приватним колекционарима који приказују једну или две фигуре са овлаш нацртаном позадином, често у злату. Омиљени предмети сликања су ликови младих елегантно обучених мушкараца или жена. На многим његовим радовима приказани су згодни младићи, често у улози водоноше, или крчмара који су понекад у фокусу погледа старијег човека пуног дивљења што представља манифестацијиу персијске традиције "вредновања младалачке мушке лепоте".
Потези мастилом Резиних цртежа мајсторски преносе текстуру, облик, покрет, па чак и личности. Његове обојене фигуре, које су често портрети, су више суздржане, и већи нагласак ставља на моду тог времена, богати текстил, немарно драпирани турбан, европски шешир. Декадентне фигуре су често представљене стојећи у закривљеном положају који наглашава њихове добро ухрањене струкове. Реза Абаси је увео елегантну минималистичку шему бојења и импресионистички стил који је постао одређујућа одлика исфаханске школе током династије Сафавида. Раскинуо је са традицијом дескриптивних тема које су око 200 година доминирале персијским минијатурним сликарством и увео натуралистичке теме и портрет. Његово дели Љубавници које се налази у Метрополитен музеју у Њујорку спада у најдовршеније примерке исфаханске школе сликања.
Стил који је увео имао је великог утицаја на персијске сликаре каснијих генерација, од којих је неколицина попут Му'ина Мосавара били веома значајани сликари.

## Дела
Први датирани цртеж Резе Абасија је из 1601. године (Палата Топкапи). Такође му се приписује књига минијатура из 1601-2 (Национална библиотека Русије), као и 19 минијатура из дела Хосро и Ширину из 1631-32, иако је њихов квалитет био подвргнут критици. Могуће да је радио на амбициозном, али незавршеном пројекту Шахнаме (библиотека Честер Бити у Даблину).
Претпоставља се да је аутор и касније копије истог дела из 1628. године (Британска библиотека), са краја Абасове владавине, које се стилски значајно разликује.
Данас се његови радови могу наћи у музеју у Техерану који носи његово име, као и у многим већим музејима на Западу, као што су Смитсонијан, Лувр и Метрополитен.
За разлику од већине ранијих персијских уметника, он је углавном потписивао своје радове, често додајући датуме и друге детаље, иако има много дела са потписима које научници сада одбацују.